# Veliki Lebowski
Veliki Lebowski (angleško The Big Lebowski) je ameriško-britanski kriminalno-komični film iz leta 1998, ki sta ga režirala, producirala in zanj napisala scenarij Joel in Ethan Coen. V glavni vlogi nastopa Jeff Bridges kot Jeffrey »Model« Lebowski, losangeleški zabušant in navdušeni kegljač, ki je žrtev napada tolpe, namenjenega njegovemu bogatemu soimenjaku. In ko slednjemu ista tolpa ugrabi mlado ženo, najame Modela za predajo odkupnine. Načrt se sfiži, ko Modelov prijatelj Walter Sobchak (John Goodman) zamenja torbo z denarjem, da bi ga sama obdržala. V stranskih vlogah nastopajo Julianne Moore, Steve Buscemi, David Huddleston, John Turturro in Philip Seymour Hoffman. Film ohlapno temelji na delu Raymonda Chandlerja. Joel Coen je dejal: »Želela sva posneti zgodbo v stilu Chandlerja — epizodno ter z odkrivanjem skrivnosti s strani glavnega lika in brezupno kompleksen zaplet, ki se izkaže za nepomembnega.« Filmsko glasbo je napisal Carter Burwell, ki pogosto sodeluje z bratoma Coen.
Film je bil premierno prikazan 18. januarja 1998 na Filmskem festivalu Sundance. Ni se izkazal za pričakovano uspešnico v kinematografih in tudi s strani kritikov je naletel na mešane ocene. Toda sčasoma so ga kritiki začeli ocenjevati precej bolj pozitivno in tudi za kultni film, ki ga zaznamujejo ekscentrični liki, komični sanjski prizori, idiosinkratični dialogi in eklektična glasba.  Leta 2014 ga je ameriška Kongresna knjižnica izbrala za ohranitev v okviru Narodnega filmskega registra zavoljo njegove »kulturne, zgodovinske ali estetske vrednosti«. Leta 2019 je izšel filmski spin-off okrog lika Johna Turturra The Jesus Rolls, ki ga je Turturro tudi režiral in zanj napisal scenarij.

## Vloge
- Jeff Bridges kot Jeffrey »Model« Lebowski
- John Goodman kot Walter Sobchak
- Julianne Moore kot Maude Lebowski
- Steve Buscemi kot Theodore Donald »Donny« Kerabatsos
- David Huddleston kot Jeffrey »The Big« Lebowski
- Philip Seymour Hoffman kot Brandt
- Tara Reid kot Bunny Lebowski
- Philip Moon kot Woo
- Mark Pellegrino kot Treehornov pomočnik
- Peter Stormare, Torsten Voges in Flea kot Uli Kunkel/Karl Hungus, Franz in Kieffer
- Jimmie Dale Gilmore kot Smokey
- Jack Kehler kot Marty
- John Turturro kot Jesus Quintana
- David Thewlis kot Knox Harrington
- Sam Elliott kot pripovedovalec
- Ben Gazzara kot Jackie Treehorn
- Jon Polito kot Da Fino
- Leon Russom kot policijski načelnik Malibuja
- Aimee Mann kot nihilistka